# Agria

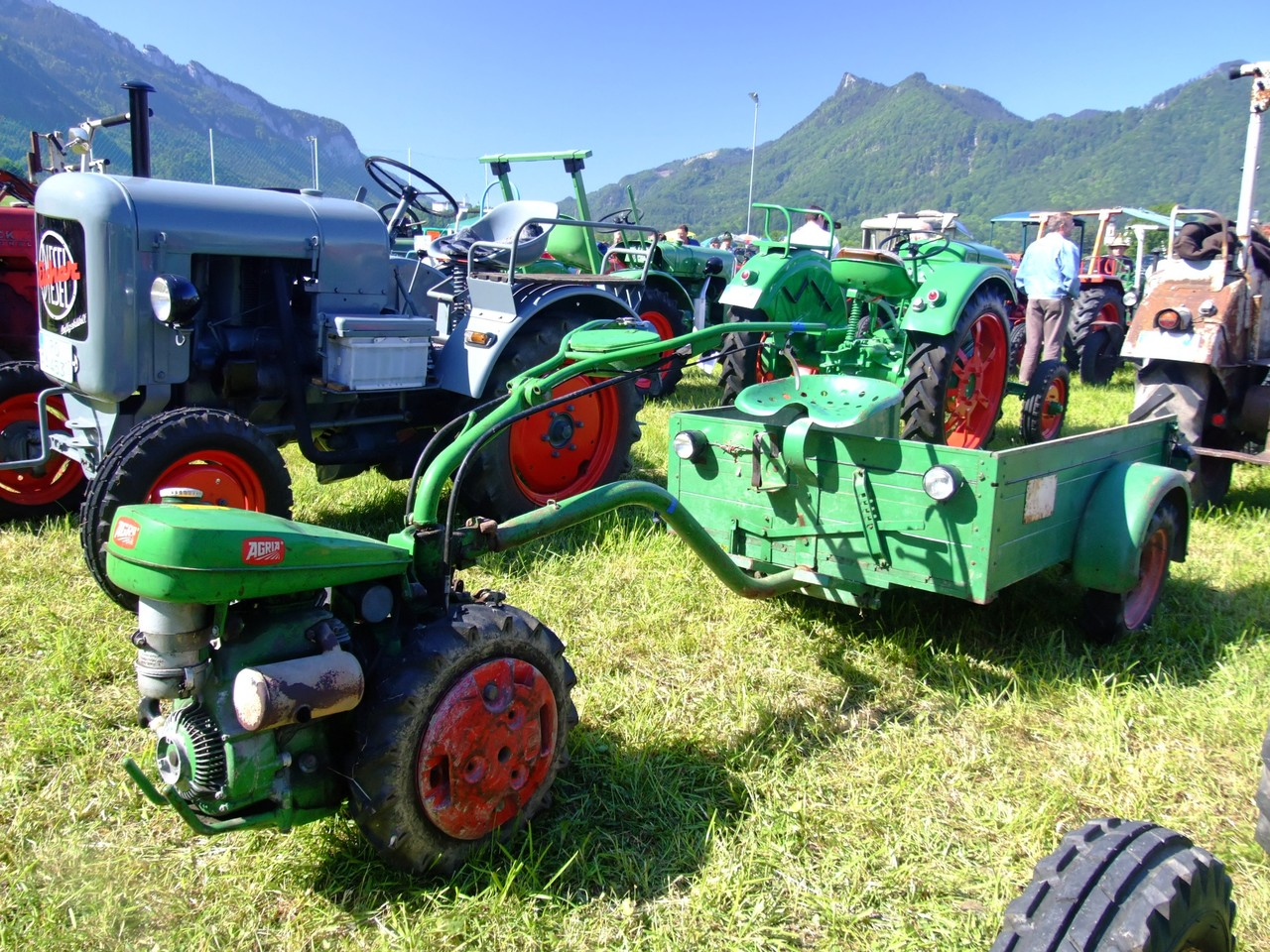
Ukázka z historie : Jednonápravový traktůrek Agria Typ 2400L

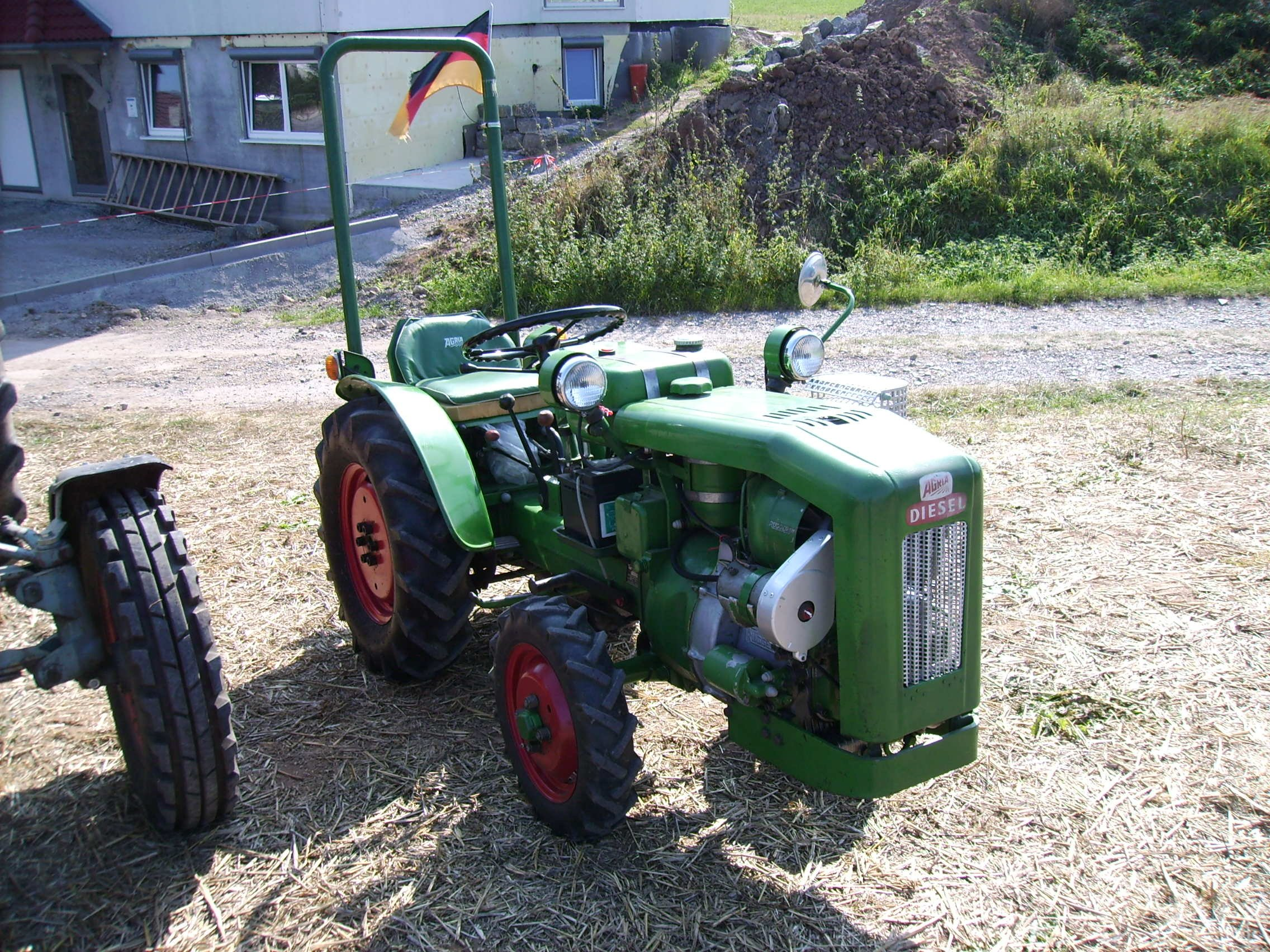
Ukázka z historie : Malotraktor Agria Typ 4800

Agria je německá značka založená po 2. světové válce. Jejím stěžejním programem je výroba jednonápravových malotraktorů a nosičů nářadí s uplatněním v zemědělství a komunální oblasti.
Základem stroje je vždy motorová jednotka, na kterou se upevňuje dané příslušenství ze široké nabídky, např. mulčovací hlavy, žací lišty, půdní frézy, motorové kypřiče aj.